# Період 1 періодичної системи елементів
| H  |    |    |    |    |    |    |    |    |    |    |    |     |    |     |     |     | He  |  |
| Li | Be |    |    |    |    |    |    |    |    |    |    | B   | C  | N   | O   | F   | Ne  |  |
| Na | Mg |    |    |    |    |    |    |    |    |    |    | Al  | Si | P   | S   | Cl  | Ar  |  |
| K  | Ca | Sc | Ti | V  | Cr | Mn | Fe | Co | Ni | Cu | Zn | Ga  | Ge | As  | Se  | Br  | Kr  |  |
| Rb | Sr | Y  | Zr | Nb | Mo | Tc | Ru | Rh | Pd | Ag | Cd | In  | Sn | Sb  | Te  | I   | Xe  |  |
| Cs | Ba | *  | Hf | Ta | W  | Re | Os | Ir | Pt | Au | Hg | Tl  | Pb | Bi  | Po  | At  | Rn  |  |
| Fr | Ra | ** | Rf | Db | Sg | Bh | Hs | Mt | Ds | Rg | Cn | Uut | Fl | Uup | Uuh | Uus | Uuo |  |
| -- | -- | -- | -- | -- | -- | -- | -- | -- | -- | -- | -- | --- | -- | --- | --- | --- | --- |  |
|    |    |    |    |    |    |    |    |    |    |    |    |     |    |     |     |     |     |  |
|    |    | *  | La | Ce | Pr | Nd | Pm | Sm | Eu | Gd | Tb | Dy  | Ho | Er  | Tm  | Yb  | Lu  |  |
|    |    | ** | Ac | Th | Pa | U  | Np | Pu | Am | Cm | Bk | Cf  | Es | Fm  | Md  | No  | Lr  |  |

| Перший період періодичної системи |

До першого періоду періодичної системи відносяться елементи першого рядка (або першого періоду) періодичної системи хімічних елементів. Усі атоми першого періоду періодичної системи мають одну електронну оболонку і ця електронна оболонка може бути зайнята максимально 2 електронами. Тому до першого періоду періодичної системи належать лише два елементи. Будова періодичної таблиці заснована на рядках для ілюстрації повторюваних (періодичних) трендів у хімічних властивостях елементів при збільшенні атомного номера: новий рядок починається тоді, коли хімічні властивості повторюються, що означає попадання елементів з аналогічними властивостями у той же вертикальний стовпець. Перший період містить найменше елементів (їх всього два: водень і гелій) у порівнянні з іншими рядками таблиці. Отже дане положення пояснюється сучасною теорією будови атома.

## Елементи
| Хімічний елемент | Хімічний елемент | Хімічний елемент | Група        | Електронна конфігурація |
| 1                | H                | Водень           | Неметал      | 1s1                     |
| 2                | He               | Гелій            | Інертний газ | 1s2                     |

### Водень

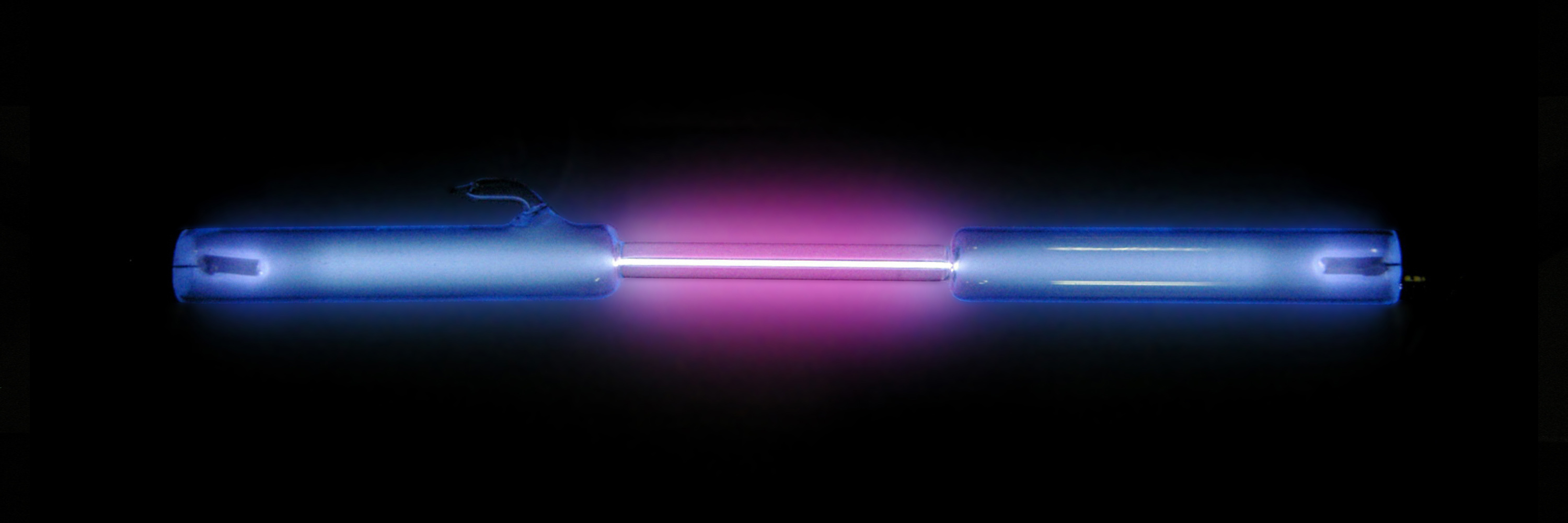
Воднева спектральна розрядна трубка

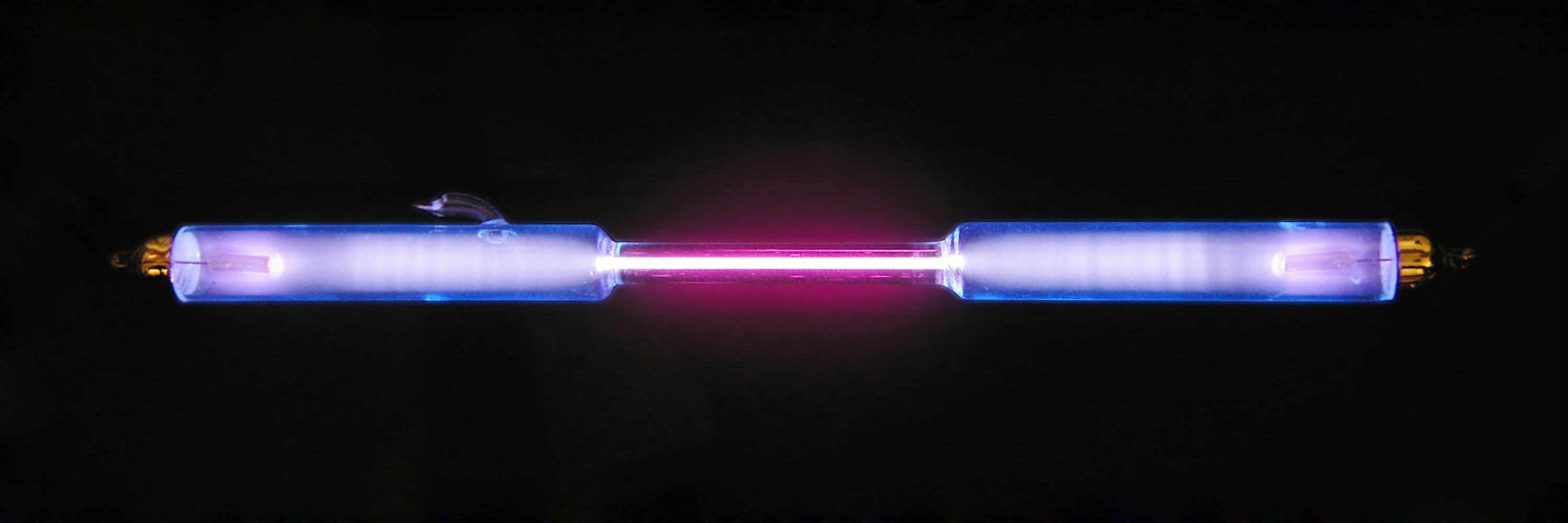
Дейтерієва спектральна розрядна трубка

Водень (Н) є хімічним елементом з атомним номером 1. При нормальній температурі і тиску водень являє собою легкозаймистий двоатомний газ без кольору, запаху і смаку, неметал, з молекулярною формулою H2. Водень є найлегшим елементом з атомною масою 1,00794 а. е. м.
Водень є розповсюдженим хімічним елементом. Він становить приблизно 75% маси всіх елементів у Всесвіті. Зірки у головній послідовності в основному складаються з водню у стані плазми. У чистому вигляді водень досить рідко зустрічається на Землі, тому у промислових масштабах він виробляється з таких вуглеводеньів, як метан. Більшість чистого водню використовується «негайно» (мається на увазі локально на виробничому майданчику), найбільшими майже рівними ринками є переробка викопного палива, наприклад, гідрокрекінг, і виробництво аміаку, в основному для ринку добрив. Водень можна отримати також з води за допомогою процесу електролізу, але при цьому виробництво водню виходить комерційно значно дорожче, ніж з природного газу.
Найбільш поширений ізотоп водню природного походження, відомий як протій, має один протон і не має жодного нейтрона. Також відомі ізотопи водню з одним нейтроном та одним протоном (дейтерій) та двома нейтронами і одним протоном (тритій). У йонних сполуках водень може або набути позитивний заряд, ставши катіоном, втративши електрон, або набути негативний заряд, ставши аніоном. Анінон водню називають гідридом. Водень може вступати у з'єднання з більшістю елементів, він присутній у воді і у більшості органічних речовин. Він грає особливо важливу роль у хімії кислот і основ, у якій багато реакцій являють собою обмін протонами між молекулами розчину. Оскільки тільки для нейтрального атома рівняння Шредінгера може бути вирішено аналітично, вивчення енергетики та спектру атома водню відіграє ключову роль у розвитку квантової механіки.
Взаємодія водню з різними металами дужа важлива у металургії, оскільки багато металів зазнають водневе розтріскування, що робить вирішення задачі безпечного зберігання водню і його використання як палива актуальним. Водень має властивість добре розчинятись у багатьох з'єднаннях рідкісноземельних та перехідних металах, при цьому він може розчинятися як у кристалічних, так і в аморфних металах. Розчинність водню змінюється при наявності локальних пошкоджень кристалічної решітки металу або при наявності домішок.

### Гелій

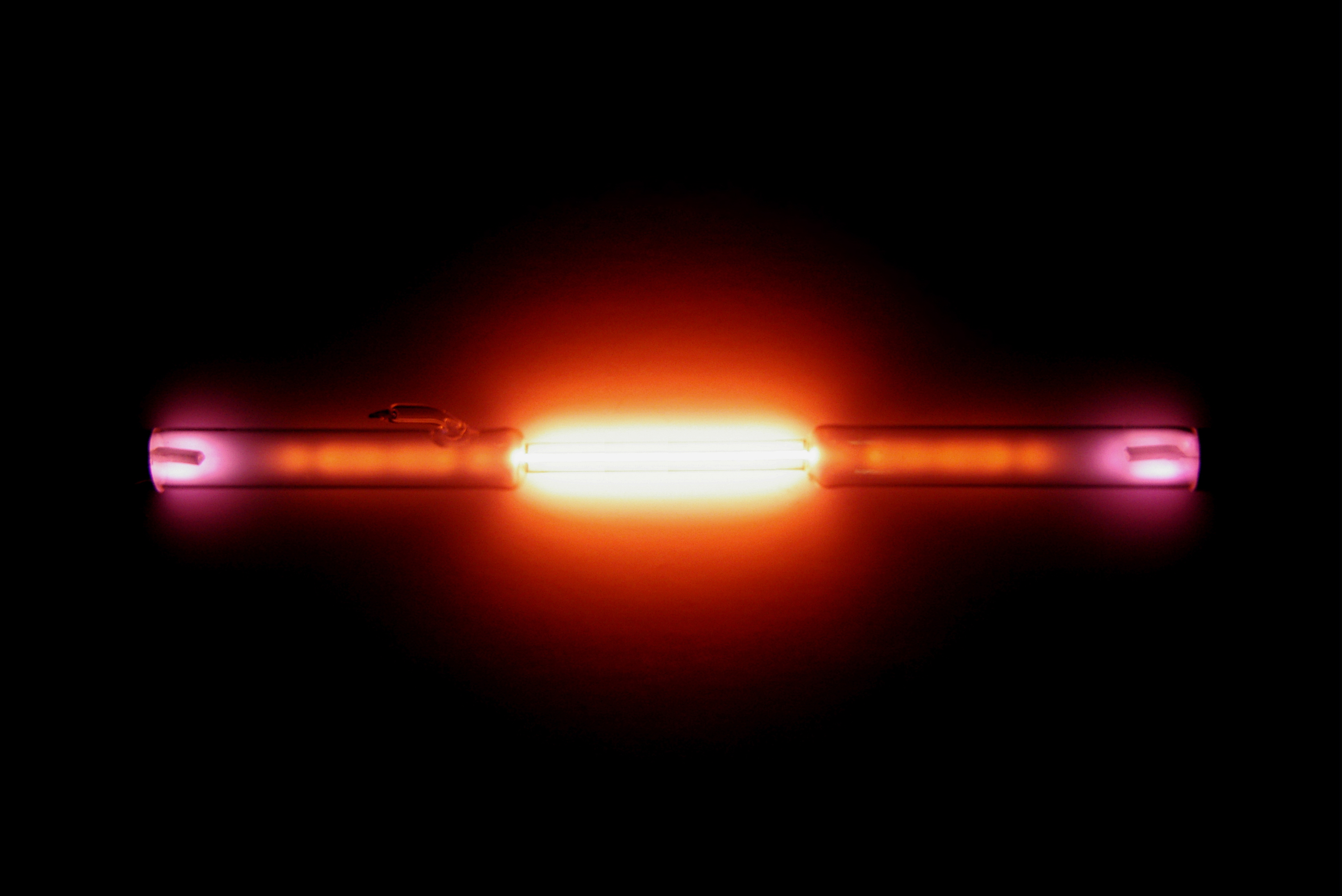
Гелієва спектральна розрядна трубка

Гелій (He) є одноатомним інертним хімічним елементом з атомним номером 2, без кольору, смаку і запаху, нетоксичним, що знаходиться на початку групи благородних газів в періодичній таблиці. Його температура кипіння і плавлення є найнижчими серед всіх елементів, він існує тільки у вигляді газу, за винятком екстремальних умов.
Гелій був відкритий в 1868 році французьким астрономом П'єром Жансеном, який першим виявив цей елемент по наявності невідомої раніше жовтої спектральної лінії сонячного світла під час сонячного затемнення. У 1903 році великі запаси гелію були знайдені у родовищі природного газу в США, на сьогодні ця країна є найбільшим постачальником цього газу. Гелій використовується в кріогенній техніці, у системах глибоководного дихання, для охолодження надпровідних магнітів, у гелієвому датуванні, для надування повітряних кульок, для підйому дирижаблів, і як захисний газ для промислових цілей, таких як електрозварювання і вирощування кремнієвих пластин. Вдихаючи невеликий обсяг газу, можна на час змінити тембр і якість людського голосу. Поведінка рідкого гелію-4 у двох рідких фазах гелій I і гелій II має важливе значення для дослідників, які вивчають квантову механіку і явища надплинності зокрема, а також для тих, хто досліджує ефекти при температурах, близьких до абсолютного нуля, наприклад, надпровідність.
Гелій є другим за легкістю елементом і другим за поширеністю у Всесвіті, що ми бачимо. Більшість гелію утворилося під час Великого вибуху, але і новий гелій постійно створюється у результаті злиття ядер водню усередині зірок. На Землі гелій відносно рідко зустрічається, він утворюється у результаті природного розпаду деяких радіоактивних елементів, тому що альфа-частинки, які при цьому випускаються, складаються з ядер гелію. Цей радіогенний гелій є складовою частиною природного газу в концентраціях до семи відсотків обсягу, з якого він видобувається у комерційних масштабах у процесі низькотемпературної сепарації, так званої фракційної дистиляції.
У традиційному зображенні періодичної таблиці гелій знаходиться над неоном, що відображає його статус благородного газу, проте іноді, як, наприклад, у таблиці Менделєєва Джанет, він знаходиться над берилієм, що відображає будову його електронної конфігурації.